# Mari Santilli
 Mari Christina Santilli (Curitiba, 15 de abril de 1978) é uma canoista paralímpica brasileira. Além disso, ela é servidora pública atuando como professora de educação física da Secretaria Municipal da Educação de Curitiba desde 2006.

## Biografia e carreira
Santilli sofreu um grave acidente de moto em 2006 e teve a perna esquerda amputada na altura do joelho. Antes, ela atuava como atleta amadora do triatlo. Após o acidente, Santilli começou a disputar provas de travessia no mar e, a convite de uma amiga, começou a participar de competições oficiais do Comitê Paralímpico Brasileiro na natação.
Em 2014, a atleta migrou para a canoagem e, já em 2015, foi convocada pela primeira vez para a Seleção Brasileira. Ela disputou duas edições de Jogos Paralímpicos, na Rio 2016 e na edição de Tóquio 2020. No Rio de Janeiro, chegou até a semi-final, com um tempo de 0:57.357, que a colocou em 6º lugar. Na disputa em Tóquio, ocorrida em setembro de 2021, fez o seu melhor tempo na semi-final, completando a prova em 0:52.172, e chegou até a final, ficando em oitavo lugar.
Mari foi bronze na canoa no Campeonato Mundial em Halifax, no Canadá 2022 e ouro no caiaque e prata na canoa no Campeonato Parapan-Americano em Halifax 2022.
Na etapa de Paris da Copa do Mundo de 2023, Santilli ganhou o bronze na categoria VL3 feminino.
Em agosto de 2023, ela conquistou a medalha de bronze na prova de 200 metros da categoria VL3 do Campeonato Mundial de Canoagem e Paracanoagem de Velocidade, disputado em Duisburgo, na Alemanha. Tal resultado a classificou para os Jogos Paralímpicos de 2024, em Paris.